# Senkwehe
Senkwehen sorgen gegen Ende der Schwangerschaft bei der Mutter eines Babys dafür, dass das Baby tiefer in das Becken der Mutter rutscht und eine günstige Lage für die Geburt einnimmt.
Beim ersten Kind geschieht dies meist früher (vier bis sechs Wochen vor der Geburt), das zweite rutscht oft erst kurz vor der Geburt ins Becken der Mutter, weil es ohnehin schon tiefer positioniert ist.
Die Senkwehen wirken sich gering auf den Muttermund aus und öffnen ihn nicht. Im Gegensatz zu den Eröffnungswehe sind die Abstände der Senkwehen unregelmäßig – zwischen den einzelnen Wehen können Stunden oder auch Tage liegen.
Subjektiv empfindet man die Senkwehen als unangenehmes Ziehen im Bauch nach unten, das bis in die Oberschenkel und den Rücken ausstrahlen kann. Manchmal werden sie sogar als äußerst schmerzhaft empfunden.